# Basilique Sainte-Croix-de-Jérusalem
Pour les articles homonymes, voir Basilique Santa Croce.
La basilique Sainte-Croix-de-Jérusalem (en latin : Basilica Sanctae Crucis in Hierusalem, en italien : Basilica di Santa Croce in Gerusalemme) est une basilique catholique de Rome. C'est l'une des sept églises de pèlerinage de Rome.
Selon la tradition, la basilique a été consacrée vers 325 comme maison des reliques de la Passion ramenées de Terre Sainte par sainte Hélène de Constantinople, mère de l'Empereur romain Constantin Ier. À cette époque, le sol de la basilique est couvert de terre venant de Jérusalem, acquérant ainsi le titre en Hierusalem.
Le titre cardinalice de Sainte-Croix-de-Jérusalem est rattaché à la basilique.

## Histoire
L'église est construite autour d'une pièce du palais impérial d'Hélène, le palais du Sessorium, qu'elle avait transformée en chapelle vers l'an 320. Quelques décennies plus tard, la chapelle est transformée en une véritable basilique, appelé Heleniana ou Sessoriana. Après son effondrement dû à la négligence, l'église est restaurée par le pape Lucius II (1144-1145). À cette occasion, elle reçoit une apparence romane, avec trois nefs, un clocher et un porche.
En 1370, le pape Urbain V concède à l'ordre des chartreux, l'église Sainte-Croix dont le monastère, financé par Nicolas Orsini, comte de Nole et de Soletto, prend le nom. Sainte-Croix-de-Jérusalem est un titre cardinalice d'autre part c'est I'une des sept basiliques de pèlerinage de la ville de Rome. Ces deux réalités entraînent un certain nombre d'inconvénients pour les chartreux. Depuis des siècles, des indulgences sont accordées aux fidèles venant la visiter. Or ces pèlerins restent fort nombreux, malgré le délabrement des bâtiments, car ils peuvent venir y vénérer les reliques de la Vraie Croix. Il est donc difficile de concilier la dévotion populaire et la solitude cartusienne. En 1561, Pie IV transfère le monastère aux thermes de Dioclétien.
L'église est modifiée au XVIe siècle, mais elle reçoit son aspect baroque actuel sous le pape Benoît XIV (1740-1758), qui avait été le titulaire de la basilique avant son élévation à la papauté. De nouvelles rues sont ouvertes pour relier l'église aux deux autres basiliques romaines liées à Jésus, Saint-Jean-de-Latran et Sainte-Marie-Majeure.
La façade de Sainte-Croix est conçue par Pietro Passalacqua et Domenico Gregorini.
Le pape Sylvestre II y meurt le 12 mai 1003, pris d'un malaise, alors qu'il célèbre un office.

## Reliques de la Passion

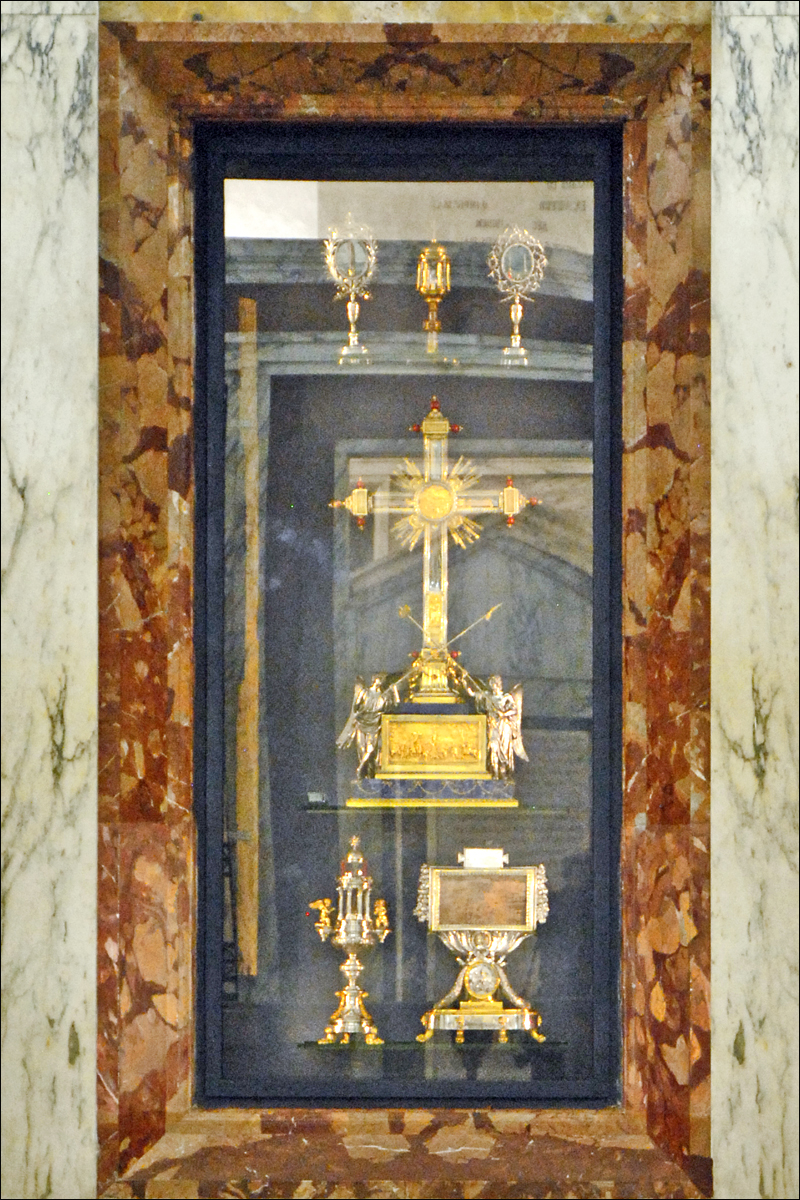
La chapelle des reliques.

Les célèbres reliques, dont l'authenticité est contestée, sont maintenant conservées dans une chapelle (la Cappella delle Reliquie), construite en 1930 par l'architecte Florestano di Fausto.
Des traditions tardives mentionnent la translation de ces reliques dans la basilique. Elle comprennent : un tiers de l'Elogium ou Titulus Crucis, c'est-à-dire le panneau pendu à la Croix du Christ : découvert dans l'église en 1492 (découverte opportune le jour où la nouvelle de la prise de Grenade, dernier bastion musulman lors de la Reconquista, arrive à Rome), le fragment montre le mot "Nazaréen" écrit en hébreu, en latin et en grec ; deux épines de la Sainte Couronne, un clou incomplet, un grand fragment de la croix du bon larron et trois petites pièces de bois de la Vraie Croix elle-même. La tradition de cette Croix rapportée par sainte Hélène et déposée dans la basilique Saint-Jean-de-Latran ne date que du XIIe siècle et ce n'est qu'au XVe siècle que des sources hagiographiques mentionnent la translation de cette relique par Hélène dans la basilique Sainte-Croix-de-Jérusalem. Un morceau beaucoup plus grand de la Sainte-Croix a été transféré de Sainte-Croix-de-Jérusalem jusqu'à la basilique Saint-Pierre sur instruction du pape Urbain VIII au cours de l'année 1629. Elle est conservée près de la statue de sainte-Hélène, achevée en 1639 par Andrea Bolgi.
Au cours des siècles, Sainte-Croix a reçu également d'autres reliques un doigt de saint Thomas (os de son index qu'il aurait placé dans les plaies du Christ ressuscité), un reliquaire contenant comme petits morceaux : du pilier de la flagellation, du Saint-Sépulcre (tombeau du Christ) et de la grotte de Bethléem.

## Chapelle de Sainte-Hélène
Les reliques étaient autrefois dans l'ancienne chapelle Sainte-Hélène, qui est en partie en sous sol. Le fondateur de l'église y avait dispersé un peu de terre du Calvaire, d'où le nom de Hierusalem de la basilique. Dans la voûte, se trouve une mosaïque conçue par Melozzo de Forlì (avant 1485), représentant Jésus bénissant entouré des évangélistes.
Une ancienne statue de Junon découverte à Ostie, transformée en statue de Sainte-Hélène, trône sur l'autel.

## Autres œuvres
L'abside de l'église comporte des fresques racontant les légendes de la Vraie Croix, attribuée à Melozzo de Forlì, à Antoniazzo Romano et Marco Palmezzano.
Le musée de la basilique abrite une icône mosaïque du XIVe siècle, faite, selon la légende, après une vision du Christ du pape Grégoire Ier (Messe de saint Grégoire).
Le tombeau du cardinal Francisco de los Ángeles Quiñones a été réalisé par Jacopo Sansovino  (1536).
Pierre Paul Rubens, arrivé à Rome en passant par Mantoue en 1601, est commandité par l'archiduc Albert d'Autriche pour peindre un retable à trois panneaux de la chapelle Sainte-Hélène. Deux de ces peintures, Sainte Hélène et la Vraie Croix et Raillerie du Christ, sont désormais dans la cathédrale Notre-Dame-du-Puy de Grasse, en France. La troisième, l'élévation de la Croix, est perdue. L'archiduc avait été fait cardinal dans cette église en 1577.

## Bibliothèque
La bibliothèque du monastère cistercien de Sainte-Croix-de-Jérusalem fut constituée surtout par Ilarione Rancati (1594-1663), plusieurs fois abbé à Sainte-Croix. Après la mort de celui-ci, Alexandre VII en confia les soins a Franco Ferrari, qui en dressa le catalogue. Au XVIIIe siècle, elle s'enrichit encore de plusieurs volumes, mais au XIXe siècle, elle fut plusieurs fois déplacée et transportée, souvent avec des pertes considérables. Parmi celles-ci, le vol en 1821 d'environ 35 manuscrits, dont quelques-uns passèrent plus tard dans la collection Phillipss ou dans d'autres dépôts. En 1825, la collection rentra à Sainte-Croix, pour repartir, en 1849, sur l'ordre de Pie IX, à la Vaticane. Elle rentra encore une fois à Sainte-Croix, avant de passer, dans les années 1875-1885, à la Bibliothèque nationale centrale de Rome.

## Vues de l'église

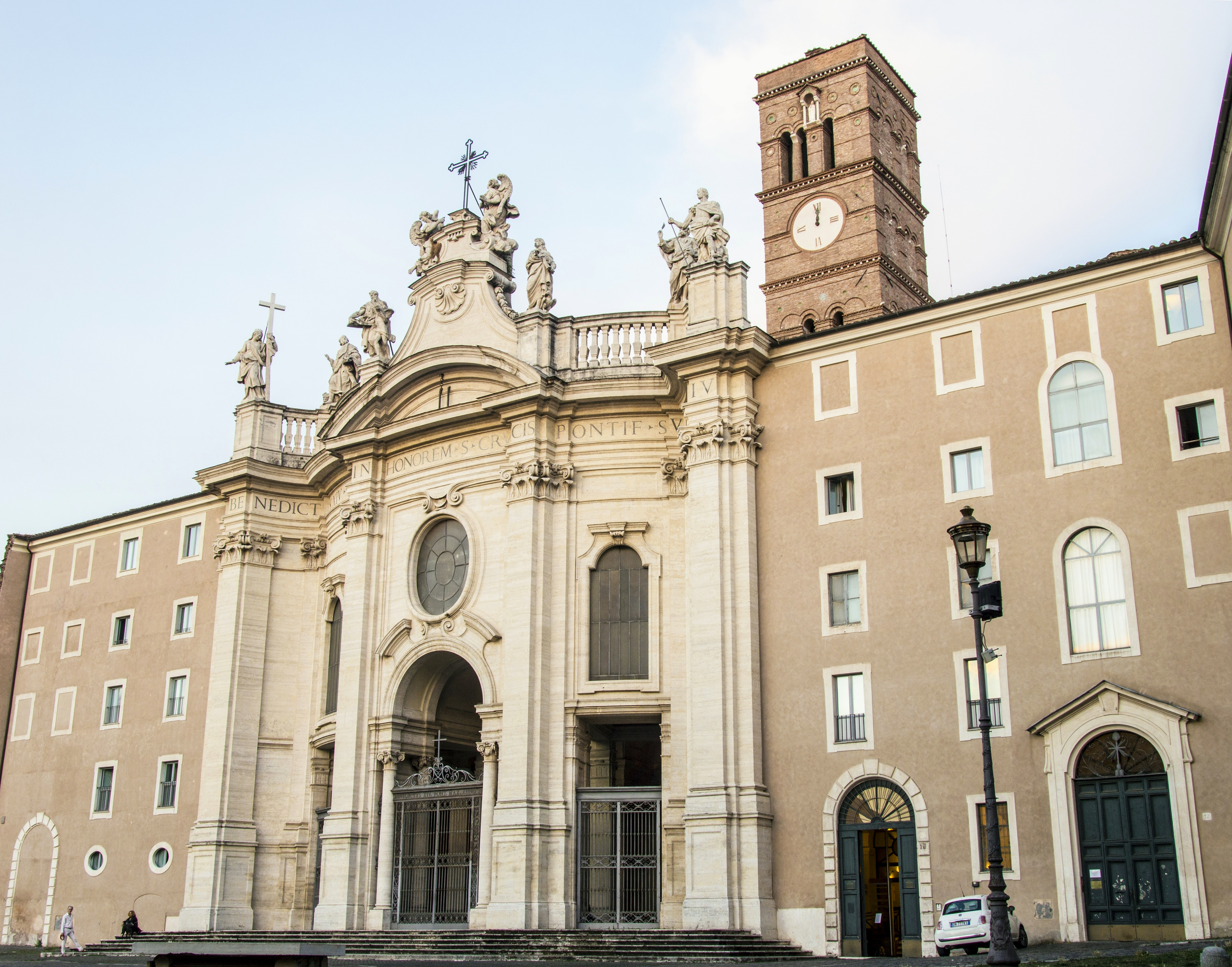
Façade.
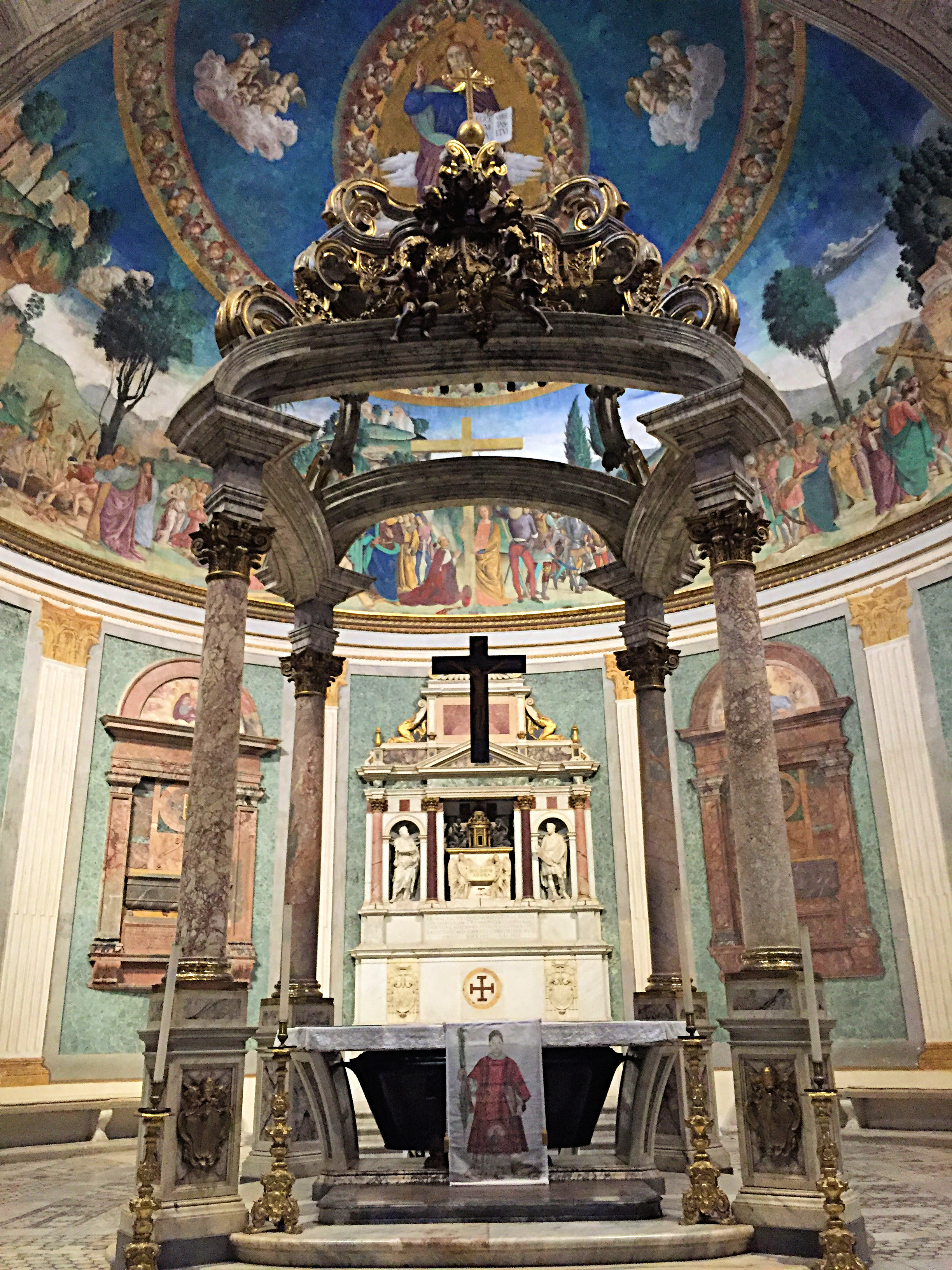
Autel.
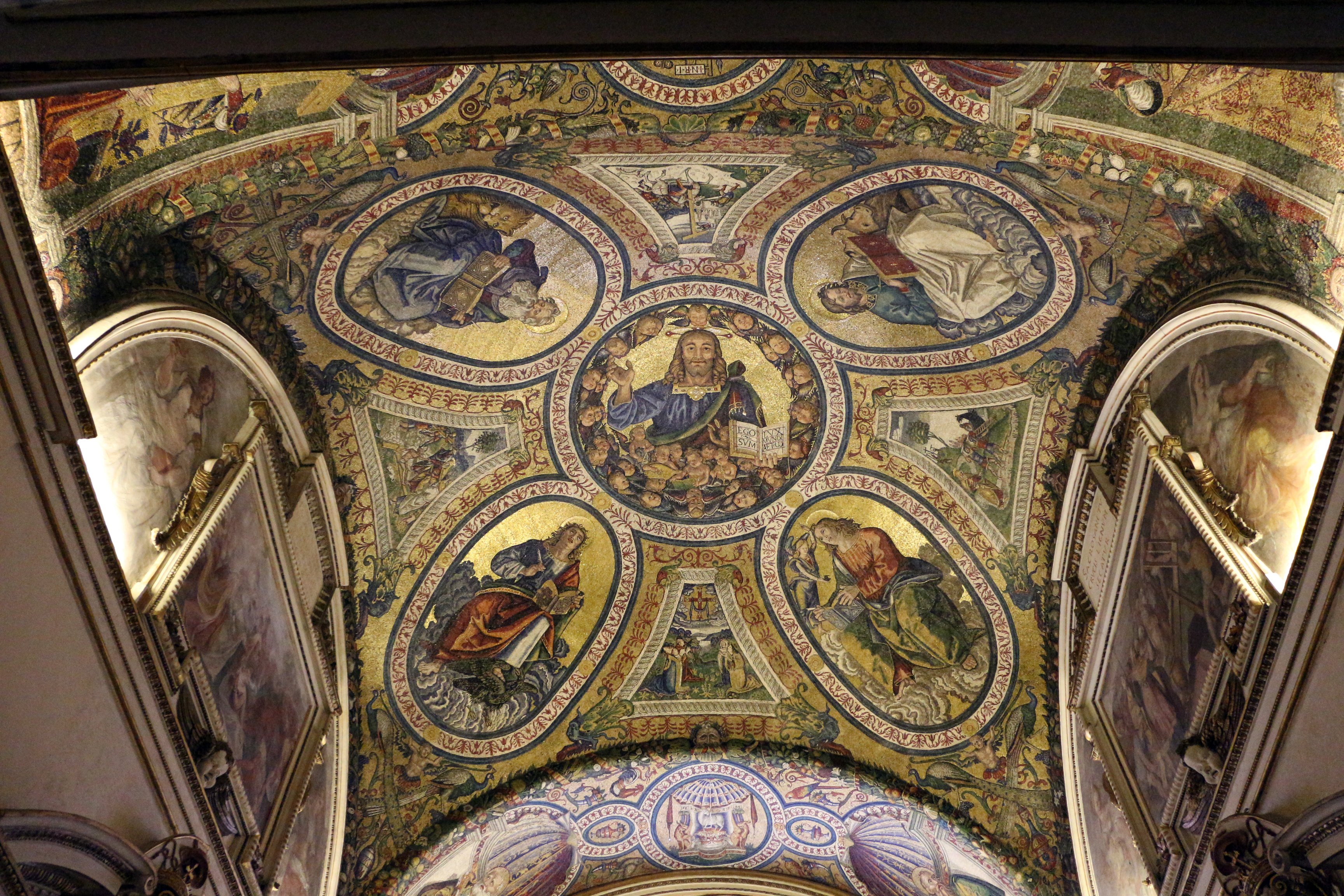
Chapelle de Ste Hélène.
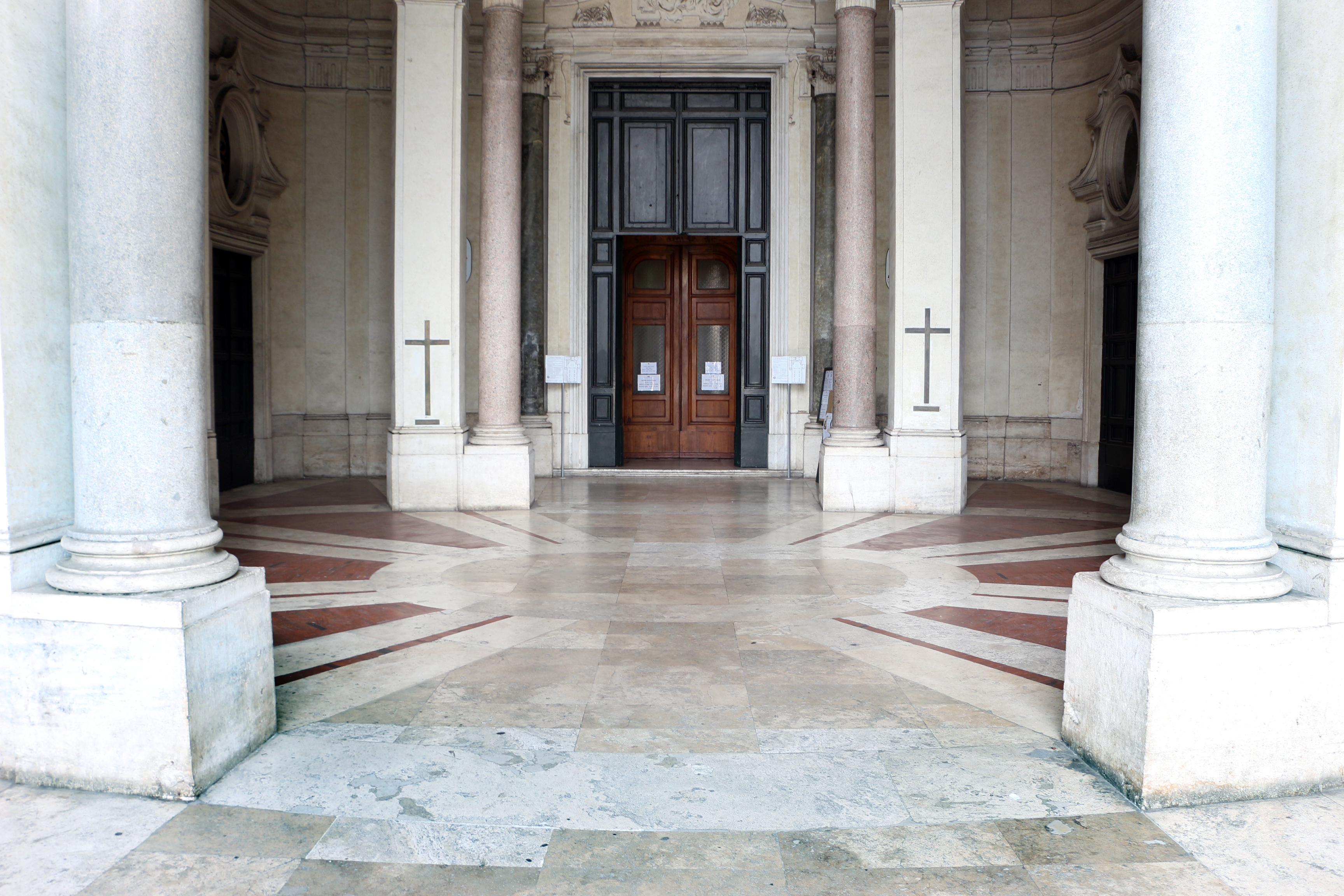
Atrium.
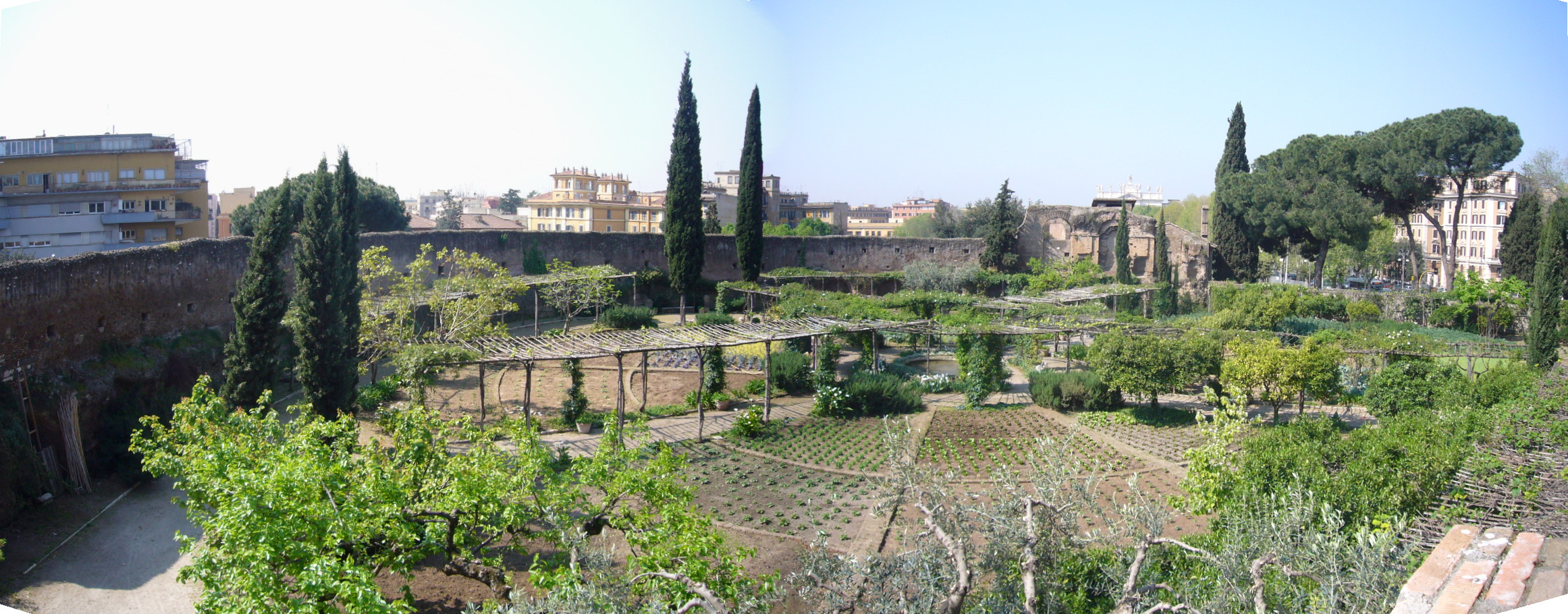
Jardin de l'église.

## Jardin et église rattachée

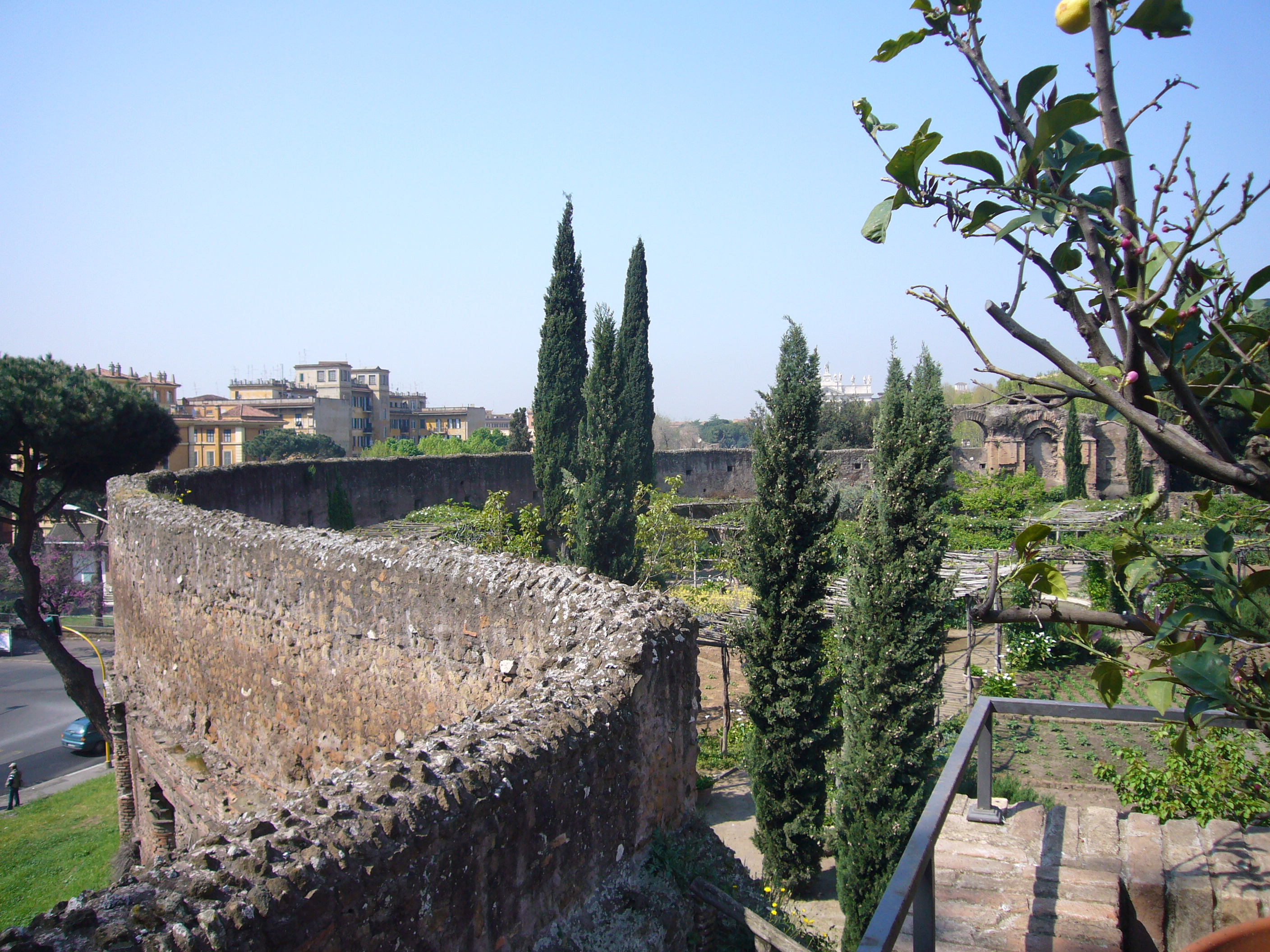
L'amphithéâtre Castrense.

L'amphithéâtre Castrense, construit vers le IIe ou IIIe siècle, est utilisé comme jardin annexe de la basilique Sainte-Croix-de-Jérusalem.
La basilique administre également directement l'église Santa Maria del Buonaiuto, qui constitue depuis 1476 un oratoire attenant et adossé au mur d'Aurélien prolongeant l'amphithéâtre.